# Paul Schnitker

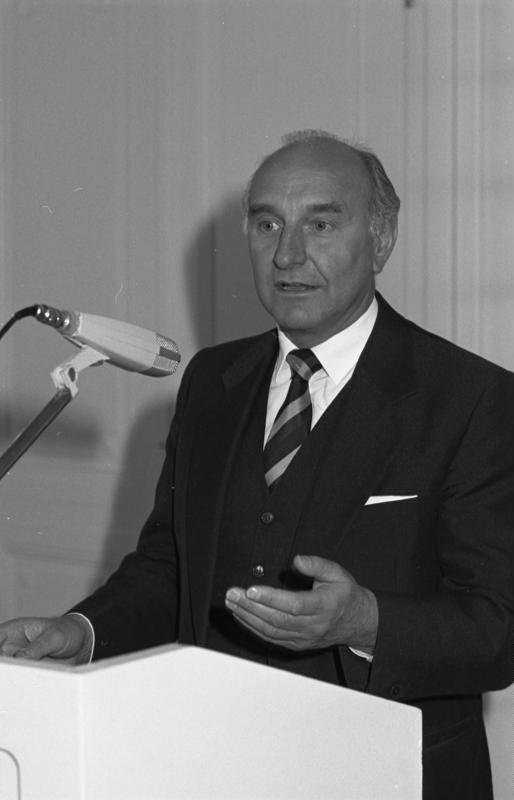
Paul Schnitker bei der Verleihung des Ludwig-Erhard-Preises

Paul Gerhard Schnitker (* 12. Januar 1927 in Münster, Westfalen; † 27. Februar 2013 ebenda) war ein deutscher Unternehmer, Verbandsfunktionär des Handwerks und Politiker (CDU; MdEP).

## Leben
Schnitker wurde in Münster als siebtes Kind des Malermeisters Gerhard Schnitker geboren und machte 1944 das Abitur. Nach dem Kriegsdienst musste er das Malergeschäft seines Vaters übernehmen, da sein dafür ausersehener älterer Bruder bei Stalingrad gefallen war. 1950 legte Schnitker die Meisterprüfung im Malerhandwerk ab und war damals mit 23 Jahren der jüngste Malermeister in Deutschland. 1963 wurde er auch noch Glasermeister. Danach studierte er an der Westfälischen Wilhelms-Universität Münster die Fächer Katholische Theologie, Philosophie und Volkswirtschaftslehre. Er war Mitglied der katholischen Studentenverbindung KStV Hansea-Halle Münster im KV.
Ab 1968 engagierte sich Schnitker sowohl national als auch international in Gremien des Handwerks, ab 1968 war er bis zum Jahr 2000 Präsident der Handwerkskammer Münster, von 1969 bis 1992 Vorsitzender des Westdeutschen Handwerkskammertages, sowie vom 1. Januar 1973 bis 1. Januar 1988 Präsident des Zentralverbands des Deutschen Handwerks (ZDH). Als erster Handwerksrepräsentant war er von 1979 bis 1981 Vorsitzender des Gemeinschaftsausschusses der Deutschen Gewerblichen Wirtschaft. Er war Präsident der Internationalen Föderation des Handwerks und der Internationalen Gewerbeunion.
1971 wurde er Mitglied der CDU Münster. Von 1979 bis 1984 war Schnitker Mitglied des ersten Europäischen Parlaments in Straßburg und Mitglied in dessen Wirtschafts- und Sozialausschuss in Brüssel. Er war Gestalter der „Magna Charta für kleine und mittlere Betriebe“.
Paul Schnitker war Honorarkonsul der Republik Frankreich. Er war seit 1972 Mitglied des Aufsichtsrates der Signal Versicherungen, von 1987 bis 1999 als deren Aufsichtsratsvorsitzender.

## Paul Schnitker Stiftung
Schnitker ist der Namensgeber der Paul Schnitker Stiftung zur Förderung von Wirtschaft und Bildung von Handwerk und Gewerbe sowie der sozialen Marktwirtschaft. Die Stiftung wurde 1992 auf seine Initiative hin von der WGZ-Bank und der damaligen SIGNAL Versicherungen gegründet. 
Die Stiftung verleiht den Paul-Schnitker Preis.

## Ehrungen
- 1975: Alexander-Rüstow-Plakette
- 1980: Bundesverdienstkreuz 1. Klasse
- 1980: Commendatore Ordine al Merito della Repubblica Italiana (Verdienstorden der Italienischen Republik)
- 1981: Großes Bundesverdienstkreuz
- 1988: Ehrenpräsident des Zentralverbandes des Deutschen Handwerks
- 1988: Chevalier de la Légion d’Honneur (Ch. LH)
- 1990: Großes Bundesverdienstkreuz mit Stern
- 1999: Georg-Schulhoff-Preis
- 1999: Ehrenzeichen des Westdeutschen Handwerkskammertages
- 1999: Ehrenvorsitzender des Aufsichtsrats der SIGNAL Krankenversicherung
- Ehrenring des Deutschen Handwerks
- Ehrenpräsident der Handwerkskammer Münster
- Großes Ehrenzeichen für Verdienste um die Republik Österreich